# Emily C. Blackman
Emily Clarissa Blackman (Gilbertsville, 1826 – 1907) fue una profesora e historiadora estadounidense, que había residido en el Condado de Susquehanna, Pensilvania. Su carrera docente comenzó a los quince años, en la Academia Montrose; durante su vida, enseñó en varios estados del país. En 1873, publicó un libro sobre la historia del Condado de Susquehanna. Blackman fue una presbiteriana activa, y participó en varias organizaciones cristianas, incluyendo la Unión Cristiana de Mujeres por la Templanza.

## Primeros años
Emily Blackman nació el 15 de julio de 1826 en Gilbertsville, Nueva York. Sus padres fueron el doctor Josiah  Blackman (1794–1875) y Clarissa Blackman (née Camp; fallecida en 1864). En 1829, la familia se mudó a Binghamton, Nueva York. En 1836 volvieron a mudarse, esta vez hacia Montrose, Pensilvania. Gran parte de su educación primaria fue en la Academia Montrose. En algún punto, estudió música en las ciudades Nueva York y Filadelfia.
Blackman tuvo dos hermanas, las cuales habían fallecido antes de 1900.

## Carrera
A los quince años, Blackman se convirtió en profesora auxiliar en la Academia Montrose, entre 1841 y 1842. Luego impartió clases en las escuelas de Towanda y Chester, así como en Wisconsin e Illinois. Blackman impartió clases sobre numerosas asignaturas, incluyendo música. Entre 1866 y 1868, también dio clases en una escuela para libertos en Okolona, Misisipi.
En 1873, tras cuatro años de investigación y redacción, Blackman publicó un libro sobre la historia del Condado de Susquehanna, Pensilvania. El libró fue titulado como History of Susquehanna County, Pennsylvania, y fue publicada en Filadelfia por la editorial Claxton, Remsen, & Haffelfinger. El libro fue bien recibido por los críticos de su época, y fue descrito como ''una obra meritoria y cuidadosamente compilada, en cuya elaboración pasó cuatro años de investigación y trabajo serio y minucioso'', así como ''excelente y encomiable''. También contribuyó frecuentemente en la redacción de artículos y cartas para la prensa local.

## Activismo y vida privada
Blackman viajó extensamente durante su vida, cruzando el continente dos veces y viajó al extranjero en dos ocasiones, en 1878 y en 1889. Desde 1890 hacia adelante, comenzó a pasar tiempo en Florida debido a su delicada salud; para 1900, había pasado nueve inviernos y cuatro veranos allí.
Presuntamente, Blackman era capaz de leer la Biblia en diez idiomas. También hablaba fluidamente francés y alemán.
Blackman fue una presbiteriana devota, la cual ha sido miembro de esa iglesia desde los doce años. Durante su vida, usualmente participaba en las obras de la iglesia en sus sociedades auxiliares. También participó en las Misiones Nacionales y Extranjeras, y durante la Guerra de Secesión, estuvo involucrado en las Sociedad de Ayuda a los Soldados y Comisión Sanitaria, la Sociedad de Ayuda a los Libertos, y la Unión Cristiana de Mujeres por la Templanza. Junto con Mary C. Sayre, fue una de las dos delegadas de Montrose que asistió a la primera reunión de la Unión Cristiana de Mujeres por la Templanza en Filadelfia.
Blackman falleció en 1907, cuando tenía entre 80 y 81 años.

## Legado
En 1900, Blackman fue descrita como ''uno de los personajes más célebres del norte de Pensilvania''.
Blackman fue la primera historiadora del Condado de Susquehanna, Pensilvania. Fue descrita por haber tenido una ''vida fascinante'' en el Susquehanna County Transcript En enero de 2009, Blackman fue objeto de un informe presentado en la convención anual de la Sociedad Histórica del Condado de Susquehanna y la Asociación de Bibliotecas Libres en Montrose.